# خايمي فيلانويفا
خايمي فيلانويفا (بالإسبانية: Jaime Villanueva)‏ هو مؤرخ وكاتب إسباني، ولد في 1763 في شاطبة في إسبانيا، وتوفي في 14 نوفمبر 1824 في لندن في المملكة المتحدة.